# Musica che resta
Musica che resta è un singolo del gruppo musicale italiano Il Volo, pubblicato il 6 febbraio 2019 come primo estratto dal sesto album in studio Musica.
Il brano, scritto e composto da Gianna Nannini, Emilio Munda, Piero Romitelli, Pasquale Mammaro e Antonello Carozza, è stato presentato alla 69ª edizione del Festival di Sanremo andato in onda il 5 febbraio 2019. Si è classificato al 3º posto nella serata finale. Nella quarta serata del festival, il brano è stato eseguito con l'accompagnamento del violinista Alessandro Quarta e del flautista Andrea Griminelli.

## Classifiche
| Classifica (2019) | Posizione massima |
| ----------------- | ----------------- |
| Italia            | 16                |